# Mahira Khan
Mahira Hafeez Khan (nascida em 21 de dezembro de 1984, em Carachi, no Paquistão) é uma atriz paquistanesa. Ativa tanto no cinema como na televisão de seu país, a atriz ganhou o Prêmio Lux Style e o Prêmio Hum.
Nascida em Carachi, no Paquistão, Mahira Khan fez sua primeira aparição no cinema junto com Atif Aslam, no filme Bol (2011), que lhe valeu uma nomeação aos prêmios Lux Style por melhor atriz. Sua atuação em Humsafar fez com que ela ganhasse o prêmio mencionado na categoria de melhor atriz de televisão.

## Biografia
Mahira Khan nasceu em Carachi, em 21 de dezembro de 1984. Seu pai, Hafeez Khan, nasceu em Deli, na Índia, durante a ocupação britânica e emigrou para o Paquistão depois da Partição da Índia.
Mahira realizou seus estudos básicos em Carachi. Aos 17 anos, Mahira mudou-se para a Califórnia, nos Estados Unidos, para fazer faculdade na Universidade do Sul da Califórnia. No entanto, não pôde completar seus estudos e regressou a seu país em 2008. Durante sua estadia nos Estados Unidos, trabalhou como caixa em uma loja.

### Carreira
Em 2011, Mahira Khan fez sua primeira aparição no cinema no papel de Shoaib Mansoor, em Bol. Interpretou o papel de Ayesha, uma garota de classe média com uma forte paixão pela música. O filme foi sucesso de bilheteira e de crítica e converteu-se num dos filmes de maior bilheteria da história do cinema de Paquistão. No mesmo ano, Mahira fez sua primeira aparição na televisão na série Neeyat, dirigida por Mehreen Jabbar.
Em seguida, Mahira apareceu na série de televisão Humsafar, dirigida por Sarmad Khoosat, fato que marcou a estreia de Mahira Khan na televisão. Sua atuação na série foi um sucesso comercial e a converteu na atriz mais popular da televisão paquistanesa.
Em 2013, Mahira interpretou o papel principal na série Shehr-e-Zaat. Um ano depois, ela protagonizou a série Sadqay Tumhare, na qual interpretou o papel de Shano. Por sua atuação, Mahira obteve um prêmio Lux Style e dois prêmios Hum. Outras produções cinematográficas que lhe valeram prêmios e indicações a prêmios foram Bin Roye e Ho Mann Jahaan. Em 2017, Mahira protagonizou o filme indiano Raees, debutando na indústria cinematográfica de Bollywood. Nesse mesmo ano, ela iniciou sua carreira como cantora.

## Vida pessoal
A atriz tem um irmão mais novo, Hassaan Khan, que é jornalista de profissão.
Mahira Khan conheceu a seu futuro esposo, Ali Askari, em 2006, em Los Angeles, nos Estados Unidos. Eles se casaram em 2007, numa cerimônia tradicional islâmica, mesmo que o pai de Khan não estivesse de acordo com o casamento dos dois. O casal divorciou-se em 2015 e teve um filho.

## Filmografia

### Cinema
| Ano  | Título            | Papel       | Direção                  |
| ---- | ----------------- | ----------- | ------------------------ |
| 2011 | Bol               | Ayesha Khan | Shoaib Mansoor           |
| 2015 | Bin Roye          | Saba Shafiq | Shahzad Kashmiri         |
| 2015 | Manto             | Madaran     | Sarmad Khoosat           |
| 2016 | Ho Mann Jahaan    | Manizeh     | Asim Raça                |
| 2016 | Actor in Law      | Ela mesma   | Nabeel Qureshi           |
| 2017 | Raees             | Aasiya      | Rahul Dholakia           |
| 2017 | Verna             | Sara        | Shoaib Mansoor           |
| 2018 | 7 Din Mohabbat In | Neeli       | Meenu Gaur e Farjad Nabi |

### Televisão
| Ano  | Título                       | Papel             |
| ---- | ---------------------------- | ----------------- |
| 2006 | MTV's Most Wanted            | Presentadora      |
| 2008 | Weekends with Mahira         | Presentadora      |
| 2011 | 10th Lux Style Awards        | Presentadora      |
| 2011 | Neeyat                       | Aalia             |
| 2011 | Humsafar                     | Khirad Ehsan      |
| 2012 | Shehr-e-Zaat                 | Falak             |
| 2012 | Coke Kahani                  | Ela mesma         |
| 2013 | 1st Hum Awards               | Presentadora      |
| 2014 | TUC The Lighter Side of Life | Presentadora      |
| 2014 | Sadqay Tumhare               | Rukhsana "Shanno" |
| 2015 | 14th Lux Style Awards        | Presentadora      |
| 2016 | Bin Roye                     | Saba Shafiq       |
| 2017 | Manto                        | Madari            |